# Trochalus massarti
Trochalus massarti är en skalbaggsart som beskrevs av Louis Burgeon 1944. Trochalus massarti ingår i släktet Trochalus och familjen Melolonthidae. Inga underarter finns listade i Catalogue of Life.